# Achila II
Achila II of Akkila was de koning van de Visigoten van 710 of 711 tot 714 of 715.
Hij was de zoon van Wittiza. Hij was pas 10 jaar toen zijn vader stierf. Bij de dood van zijn vader koning Witiza had de raad van edelen en prelaten Roderik gekozen als opvolger, zodat er een burgeroorlog kwam in verband met de erfenis.
Roderik controleerde bijna het hele grondgebied met inbegrip van Toledo en aan de andere kant stond Achila met onder andere de bisschop van Sevilla en Segisberto (een voormalig verbannene).
Uiteindelijk zocht Achilla zijn toevlucht in Narbonne en Roderik zocht zijn toevlucht in het fort van Ceuta. Het is ook niet zeker of er een openlijk militair conflict is geweest tussen hen.
In mei van 711 landde in Gibraltar de gouverneur van het islamitisch Noord-Afrika, Tariq ibn Zijad. Roderik werd in de Slag bij Guadalete door hem verslagen.
Roderik was dood en Achila werd daarop uitgeroepen tot koning en hij regeerde tot aan zijn dood over het gebied Narbonne en Tarragona. Hij werd opgevolgd door zijn broer Ardon.